# 圣昂代奥勒德富尔沙德
圣昂代奥勒-德富尔沙德（法語：Saint-Andéol-de-Fourchades，法語發音：[sɛ̃.t‿ɑ̃deɔl də fuʁʃad]）是法国阿尔代什省的一个市镇，属于罗讷河畔图尔农区。

## 地理
圣昂代奥勒-德富尔沙德（44°50'55"N, 4°17'56"E）面积16.47 平方千米，位于法国奥弗涅-罗讷-阿尔卑斯大区阿尔代什省，该省份为法国东南部内陆省份，北起顺时针与卢瓦尔省、伊泽尔省、德龙省、沃克吕兹省、加尔省、洛泽尔省和上盧瓦爾省接壤。
与圣昂代奥勒-德富尔沙德接壤的市镇（或旧市镇、城区）包括：阿尔桑斯、勒尚邦、多尔纳、拉尚拉斐尔、马里亚克、萨涅和古杜莱、圣马夏尔。
圣昂代奥勒-德富尔沙德的时区为UTC+01:00、UTC+02:00（夏令时）。

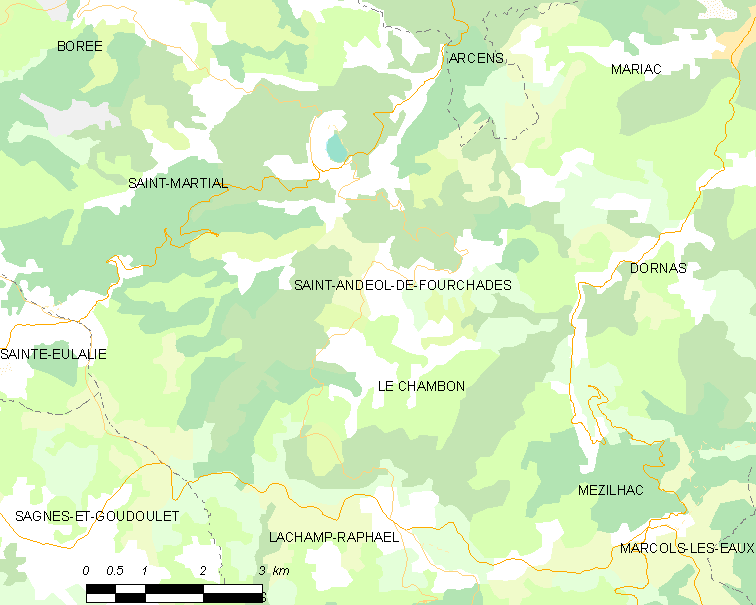
圣昂代奥勒-德富尔沙德的OSM定位图

## 行政
圣昂代奥勒-德富尔沙德的邮政编码为07160，INSEE市镇编码为07209。

## 政治
圣昂代奥勒-德富尔沙德所属的省级选区为上埃里约县。

## 人口
圣昂代奥勒-德富尔沙德于2022年1月1日时的人口数量为53人。

1962-2008年间圣昂代奥勒-德富尔沙德人口变化图示